# Ironman Ireland
Der Ironman Ireland ist eine erstmals am 23. Juni 2019 in Youghal bei Cork über die Ironman-Distanz (3,86 km Schwimmen, 180,2 km Radfahren und 42,195 km Laufen) ausgetragene Triathlon-Sportveranstaltung.

## Organisation
Der „Ironman Ireland“ ist Teil der Ironman-Weltserie der World Triathlon Corporation (WTC). Youghal liegt etwa 45 Minuten östlich von der Stadt Cork und dem internationalen Flughafen von Cork.

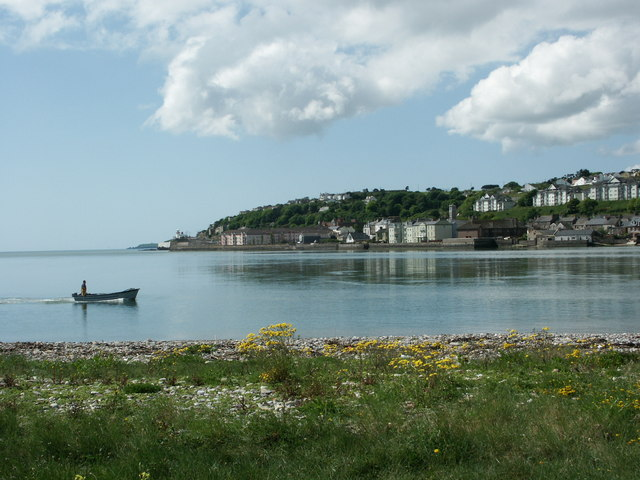
Blick von der Fähre auf die Küste von Youghal

Amateure haben hier in Youghal die Möglichkeit, sich für den Erwerb eines Startplatzes beim Ironman Hawaii zu qualifizieren, wozu 40 Qualifikationsplätze zur Verfügung stehen. Profi-Triathleten, die hier um die 40.000 US-Dollar Preisgeld kämpfen, können sich für den mit insgesamt 650.000 US-Dollar ausgeschriebenen Wettkampf in Hawaii über das Kona Pro Ranking System (KPR) qualifizieren. In Cork erhalten Sieger und Siegerin je 2000 Punkte, weitere Platzierte eine entsprechend reduzierte Punktzahl.

Zum Vergleich: Der Sieger auf Hawaii erhält 8000 Punkte, die Sieger in Frankfurt, Texas, Florianópolis, Cairns und Port Elizabeth jeweils 4000, bei den übrigen Ironman-Rennen entweder 1000 oder 2000 Punkte.
Bei der Erstaustragung 2019 musste das Rennen ohne die Schwimmdistanz ausgetragen werden. Die ursprünglich für den 21. Juni 2020 geplante zweite Austragung musste im Rahmen der Ausbreitung der Coronavirus-Pandemie abgesagt werden. Ebenso musste die für August 2021 angesetzte Austragung abgesagt werden.
Im August 2022 waren nur bei den Frauen Profis am Start. Die ursprünglich als Erste im Ziel eingelaufene Deutsche Svenja Thoes wurde disqualifiziert – aber diese Entscheidung wurde zu Beginn des Jahres 2023 wieder aufgehoben.
Im Rahmen des Ironman Ireland 70.3 im Jahr 2023 verstarben zwei Teilnehmer beim Schwimmen. Der Wettkampf mit 2000 Athleten wurde jedoch nicht unterbrochen. Die Rennen, über die volle und ganze Distanz, wurden daraufhin für das Jahr 2024 abgesagt. Der Verband Triathlon Ireland betonte, dass es für das Jahr 2023 keine Starterlaubnis gab. Der Ironman Veranstalter dementierte diese Aussage.

## Streckenverlauf
- Der Schwimmkurs geht über eine Schleife mit 3,86 km in der Bucht von Youghal.
- Die Raddistanz über 180,2 km wird über zwei Runden bis zur Stadt Midleton zurückgelegt.
- Der abschließende Marathonlauf verläuft über vier Runden auf einem flachen Laufkurs bin zum Zielbogen am Marktplatz von Youghal.

## Siegerliste
| Datum/Jahr                      | Männer               | Männer                  | Männer           | Frauen            | Frauen          | Frauen           |
| Datum/Jahr                      | Erster Platz         | Zweiter Platz           | Dritter Platz    | Erster Platz      | Zweiter Platz   | Dritter Platz    |
| ------------------------------- | -------------------- | ----------------------- | ---------------- | ----------------- | --------------- | ---------------- |
| 2025                            |                      |                         |                  |                   |                 |                  |
| 11. Aug. 2024                   | abgesagt             |                         |                  |                   |                 |                  |
| 20. Aug. 2023                   | Stephen Derrett (SR) | George Martindale       | Reinhard Marl    | Heleen De Hooge   | Lucy Foreman    | Floor Metz       |
| 14. Aug. 2022                   | Chris Mintern        | Christoffer Louis Heick | Daniel Mcparland | Svenja Thoes (SR) | Simone Mitchell | Laura Zimmermann |
| 23. Juni 2019 (verkürzter Kurs) | Alistair Brownlee    | Bryan McCrystal         | Markus Thomschke | Emma Bilham       | Pleuni Hooijman | Amanda Wendorff  |

(SR: Streckenrekord)